# 8181 Rossini
8181 Rossini eller 1992 ST26 är en asteroid i huvudbältet som upptäcktes den 28 september 1992 av den sovjetisk-ryska astronomen Ljudmila Zjuravljova vid Krims astrofysiska observatorium på Krim. Den är uppkallad efter den italienska kompositören Gioacchino Rossini.
Asteroiden har en diameter på ungefär 11 kilometer.